# レッドチップ
レッドチップ（英: red chip、中: 红筹股）とは、香港証券取引所に上場している中国大陸で登記していない中国政府系企業の株式の銘柄のこと。厳密には、以下の4条件を全て満たす銘柄と定義されている。
1. 中国大陸外（香港など）で登記されている
2. 香港証券取引所に上場している
3. 売上もしくは資産の55%以上が中華人民共和国からなる（さらに細かい厳密な定義あり）
4. 以下のどちらかを満たす
  1. 実際上の所有者が中国政府である。つまり国有企業である。
  2. 中国政府関係者が30%以上の議決権を保有している。

あくまでも香港証券取引所の株式銘柄であり、上場会社は香港証券取引所の上場基準を満たさなければならない。また上場会社は香港証券取引所規則を遵守しなければならない。登記地の法律と会計制度が適用される。取引通貨は香港ドル（一部の銘柄は人民元）である。海外の個人投資家も取引に参加できる。
なお、香港証券取引所の取引銘柄のうち、中国本土を登記地とする会社の株式銘柄をH株と呼ぶ。レッドチップから政府系企業の条件を民間企業に変えた物をPチップと呼ぶ。
上海証券取引所や深圳証券取引所といった本土の株式市場において、海外の個人投資家も取引に参加が可能で米ドル建てで取引されるB株も存在するが、人民元建てで取引されるA株と比べて上場銘柄数がとても少ない。
米国の証券取引所で取引される優良銘柄をブルーチップと呼ぶことをもじり、中国共産党のシンボルカラーが赤であることから、香港証券取引所で取引される銘柄のうち中国中央政府や中国地方政府の影響が強く安全性が高いとされる銘柄をレッドチップと呼ぶようになった。

## 歴史
80年代に中国本土の資本による香港企業の買収が活発に行われるようになり、それに連れてレッドチップ株の上場数、時価総額および取引額も上昇した。90年代は情報通信、エレクトロニクスの有力企業の上場が相次いだ。2000年代になるとインフラ関連の有力企業が上場するようになる。レッドチップ株銘柄の代表指数であるレッドチップ指数は2000年代に順調に増加し7,000ポイント直前まで上昇したが、2007年のサブプライム住宅ローン危機を発端とする世界金融危機で急激に下降し、その後は4,000ポイント台を挟んで一進一退している。

## 参照
1. ↑  FTSE中国50先物 | 日本取引所グループ
2. ↑  中国株式の基礎知識2│中国株│ＳＭＢＣ日興証券
3. ↑  Guide to Chinese Share Classes - FTSE Russell